# エリン・イヴェット
エリン・イヴェット（Erin Yvette, 1992年8月5日 - ）は、アメリカ合衆国の女性声優、舞台女優。

## 来歴
ニューヨーク大学、サンタ・ローザ・ジュニア大学、カリフォルニア大学バークレー校卒業。

## 人物
声優では、子供のおもちゃ、アニメの歌声、自動車、ビデオゲームなど務めている。

## 出演作品
- ザ・カサグランデス（フィービー・パワーズ他）
- シークレット・レベル（ザ・ボイス）
- デジモンアドベンチャー:（テイルモン他）
- ぼくケルプ～うみのユニコーン～（ママ、サンドラ）

| スタブアイコン | サブスタブ | この項目は、まだ閲覧者の調べものの参照としては役立たない、声優（ナレーターを含む）に関連した書きかけの項目です。この項目を加筆・訂正などしてくださる協力者を求めています（P:アニメ/PJ:芸能人）。 |